# 流山市立西初石中学校
流山市立西初石中学校（ながれやましりつ にしはついしちゅうがっこう）は、千葉県流山市西初石四丁目にある市立中学校。地域での略称は「西中」である。

## 学校の沿革
- 1985年
  - 4月1日 - 流山市西初石中学校開校
  - 4月8日 - 第一回入学式
  - 4月11日 - 開校式
  - 11月11日 - 校歌・校章制定発表会
- 1988年7月7日 - 七夕C・G（クリーン・グリーン）運動
- 1990年4月4日 - 格技場完成
- 1992年4月1日 - 千葉県福祉教育推進校の指定を受ける
- 1993年10月7日 - 福祉教育推進研究発表会
- 1994年11月2日 - 創立10周年記念式典祝賀会
- 1998年4月1日 - 心の教育相談員配置
- 2000年
  - 4月1日 - 文部省道徳教育体験活動推進事業の指定を受ける。また、流山市総合的学習の運用に関する研究の指定を受ける
  - 11月4日 - 西初石地区第一回地域教育会議開催
- 2001年11月9日 - 文部科学省道徳教育体験活動推進 流山市総合的学習の運用に関する研究発表会
- 2003年
  - 8月 - 福祉教育発表会
  - 10月 - 創立20周年記念式典・祝賀会
  - 11月 - 西初石小学校・西初石中学校・流山中央高校（現:流山おおたかの森高校）3校合同による「あいさつ運動」の開始
- 2007年
  - 3月 - 本校卒業生大谷秀和選手（柏レイソル主将）講演会
  - 9月 - オーストラリア・バビンダ高校来校
- 2009年
  - 1月 - 西初石小・西初石中の「小中連携」教育活動が開始
  - 4月 - 千葉県教育委員会指定「キャリア教育推進校」
  - 10月 - 葛飾駅伝大会10位入賞
- 2010年11月 - キャリア教育公開研究会
- 2011年
  - 10月 - 葛飾駅伝大会9位入賞
  - 11月 - 千葉県学校歯科保険活動（優秀賞）
- 2012年
  - 7月 - 千葉県学校歯科保険活動（最優秀賞）
  - 10月 - 第51回全日本学校歯科保険優良校（奨励賞）。また、葛飾駅伝大会4位入賞（歴代最高位）
- 2013年
  - 10月 - 千葉県学校歯科保険活動（優良校）
  - 11月 - 平成25年度　学校保険文部科学大臣表彰
- 2014年
  - 4月 - 文部科学省英語教育強化地域拠点事業の指定を受ける
  - 11月 - 千葉県学校歯科保険活動（優良賞）
- 2015年
  - 9月 - トイレ改修
  - 11月 - 千葉県学校歯科保険活動（優良校）（5年連続で受賞）
  - 11月6日 - 創立30周年を祝う会
- 2016年
  - 1月 - バリアフリー施設（スロープ・エレベーター等）設置
  - 10月 - 千葉県中学校英語発表会・2年生の暗唱の部一位
  - 11月 - 千葉県歯科保険活動（優良校）（6年連続で受賞）
- 2017年
  - 10月 - 葛飾駅伝大会6位入賞
  - 11月 - 文部科学省英語教育強化拠点事業公開研究会
- 2018年
  - 1月 - 青木半治杯中学校対抗銚子半島一周駅伝大会4位入賞
  - 4月 - 流山市立西初石中学校区学校支援地域本部設置
  - 1月1日 - 千葉県教育功労者　学校教師団体の部
  - 11月 - 千葉県学校歯科保険活動　優良賞
- 2019年4月 - 地域協動本部設立
- 2020年10月 - 千葉県学校歯科保健究会　表彰

## 教育方針

### 学校教育目標
「感謝 自立 貢献」

### 目指す生徒像
- 自分の行いに責任を持ち確かな知識や技能の元自分で判断し行動̪して行く事ができる生徒

- 自分以外の人や社会に自分の力を役立てる事ができる生徒

## 学校行事
- 入学式
- 新入生歓迎会
- 修学旅行
- 林間学園
- 校外学習
- 体育祭
- 潮祭（学園祭）
- 合唱コンクール
- 百人一首大会
- 3年生を送る会
- 卒業式

## 部活動
運動部
- 陸上部（男・女）
- 野球部（男子のみ）
- ソフトテニス部（男・女）
- バドミントン部（男子のみ）
- バレーボール部（女子のみ）
- バスケットボール部（男・女）
- 卓球部（男子のみ）
- サッカー部（男子、混合女子）

文化部
- 吹奏楽部（男・女）
- 総合文化部（男・女） ※2009年4月よりビオトープ部から名称を変更し設立

特設部
- 駅伝部
- 水泳部

## 学区
- 流山市
  - 大畔
  - 上貝塚
  - 下花輪（47番地17・20を除く）
  - 上新宿
  - 桐ケ谷
  - 谷
  - 西初石二丁目から四丁目
  - 若葉台
  - 上新宿新田27番地から34番地
  - 西初石一丁目73番地
  - 三輪野山五丁目1350番地2、1351番地4・7から9・11、1352番地2、1406番地3

## 交通
- 東武野田線（東武アーバンパークライン）初石駅徒歩7分
- ぐりーんバス　西初石中学校前　徒歩１分

## 出身著名人
- 大谷秀和（サッカー選手・柏レイソル所属）
- 岩佐美咲（演歌歌手・元AKB48のメンバー）
- 丸山竜也（陸上競技選手・トヨタ自動車陸上長距離部所属）
- 油原丈著（サッカー指導者・元サッカー選手）

## 同校でロケが行われたCM
- CMのCMキャンペーン「キミをふりむかせたい〜マネージャー」編（2008年 日本民間放送連盟）
- ポカリスエット「運命の夏」編（2009年 大塚製薬）
- 進研ゼミ中学講座「卒業までのクライマックス90日」編（2009年 ベネッセ）
- 進研ゼミ中学講座「卒業・進級応援キャンペーン」編（2010年 ベネッセ）
- ELIXIR WHITE（エリクシール ホワイト）「母校」編（2010年 資生堂）
- 富士急ハイランド